# Modakurichi
Modakurichi (o Modakuruchi) è una suddivisione dell'India, classificata come town panchayat, di 10.036 abitanti, situata nel distretto di Erode, nello stato federato del Tamil Nadu. In base al numero di abitanti la città rientra nella classe IV (da 10.000 a 19.999 persone).

## Geografia fisica
La città è situata a 11° 15' 07 N e 77° 47' 29 E.

## Società

### Evoluzione demografica
Al censimento del 2001 la popolazione di Modakurichi assommava a 10.036 persone, delle quali 5.071 maschi e 4.965 femmine. I bambini di età inferiore o uguale ai sei anni assommavano a 925, dei quali 482 maschi e 443 femmine. Infine, coloro che erano in grado di saper almeno leggere e scrivere erano 6.232, dei quali 3.644 maschi e 2.588 femmine.